# Mezzo

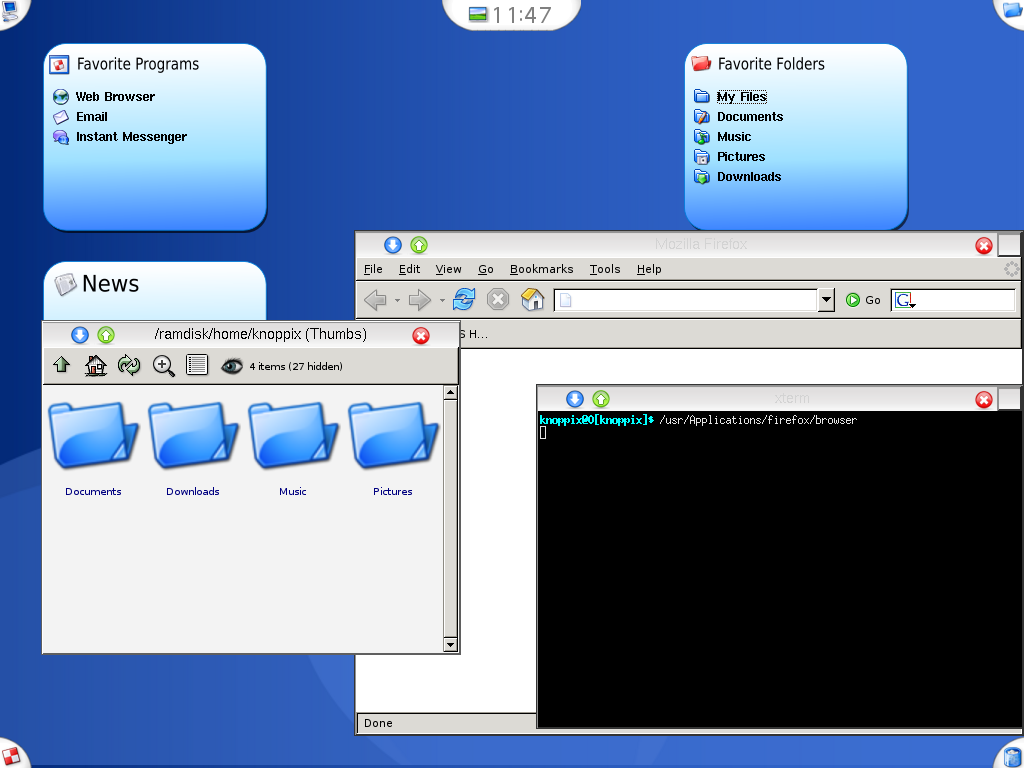
Десктоп Mezzo в дистрибутиві Symphony OS

Mezzo — це робоче середовище розроблене Джейсоном Спісаком (англ. Jason Spisak). Входить до складу Symphony OS, слідує Джейсонівському Закону Дизайну Інтерфейсу  і пропонує новий підхід в представленні даних користувачеві. Mezzo використовує FVWM як менеджера вікон.
Mezzo поділяє стандартну концепцію «Десктоп — це тека» і приховує системні меню, замінюючи їх натомість, подаючи всю необхідну користувачу інформацію прямо через головний десктоп і 4 робочих столи для завдань і файлів, що стосуються до Системи, Програм, Файлів та Кошика. Це спрощує десктоп.
Початково доступний тільки для Symphony OS, деякі ранні версії Mezzo були доступні як .deb пакунки для інших основаних на Debian дистрибутивах, таких як Ubuntu. Дизайн Mezzo вплинув на інші проєкти, частково на Kuartet Desktop, який побудований на KDE, використовуючи Superkaramba та Python для рендерингу подібного GUI   [Архівовано 22 квітня 2022 у Wayback Machine.].